# Dulgubnis

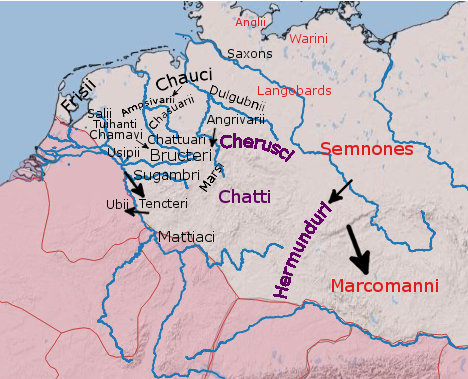
Pobles germànics al segle I d.C.

Els dulgubnis (en llatí Dulgubnii, en grec antic Δουλγούμνιοι) eren un poble germànic que segons Tàcit vivien al sud o sud-oest dels angrivaris, però segons Claudi Ptolemeu vivien a la riba dreta del Weser. La discrepància sens dubte respon a les migracions d'aquestes tribus, que en èpoques diferents ocupaven llocs diferents.
Segons el relat de Tàcit, els caucs al seu temps vivien a la costa de Germània i s'estenien fins a les terres dels queruscs i dels cats, que eren veïns dels dulgubnis a l'est.